# Joan Miquel i Puig
Joan Miquel i Puig (Sant Andreu de la Barca, 20 de novembre de 1902 - Badalona, 19 de desembre de 1976) va ser un religiós català, ecònom de Sant Pere de Lavern i rector a Sant Celoni i Santa Maria de Badalona.
Va estudiar als seminaris de Barcelona i de Tarragona, es va llicenciar en teologia en el darrer el 1927. Nomenat prevere el 2 de juny de 1928, va estar present com a vicari a diverses parròquies: en primer lloc a Cabrera de Mar i a Capellades, a les quals va estar alhora; el 1931 a Santa Maria de la Geltrú; el 1932 a Sant Ramon de Collblanc; el 1933 a Sants Just i Pastor i el 1935 a la Basílica de la Puríssima Concepció. Durant la Guerra Civil Espanyola es va exiliar a l'Argentina, però va tornar a Espanya l'any 1939, moment en què va ser nomenat ecònom de Sant Pere de Lavern. Anys més tard, el 1948 va ser rector i arxipreste a Sant Celoni i, finalment el 1954 rector de Santa Maria de Badalona, on també va exercir com arxipreste durant alguns anys i on va morir el 1976.